# Parafia Świętych Apostołów Piotra i Pawła w Lemierzycach
Parafia Świętych Apostołów Piotra i Pawła w Lemierzycach – parafia rzymskokatolicka, terytorialnie i administracyjnie należąca do diecezji zielonogórsko-gorzowskiej, do dekanatu Kostrzyn nad Odrą, erygowana 1 czerwca 1951 roku. W parafii posługują księża diecezjalni.